# Dave Spina
David Andrew Spina (* 5. Juni 1983 in Springfield, Illinois) ist ein ehemaliger italo-amerikanischer Eishockeyspieler, der den Großteil seiner Karriere in der American Hockey League (AHL) und der finnischen Liiga aktiv war. Ein Jahr lang spielte der Flügelstürmer zudem für die Iserlohn Roosters in der Deutschen Eishockey Liga (DEL).

## Karriere
Dave Spina wurde in Springfield im Bundesstaat Illinois geboren. Im Alter von zwei Jahren zog er mit seinen Eltern nach Seattle, wo er zum ersten Mal auf dem Eis stand und anschließend mit dem Eishockeyspielen begann. Als Achtjähriger zog Spina mit der Familie nach Mesa in Arizona. Bei der Wahl des Wohnortes wurde darauf geachtet, dass sich eine Eishalle zum Training in unmittelbarer Nähe befand. Nachdem er für örtliche Mannschaften gespielt hatte, wechselte er im Alter von 16 Jahren 1999 zu Texas Tornado in die North American Hockey League. Spina erzielte 41 Scorerpunkte in 54 Spielen und wurde nach der Saison als Rookie of the Year seines Teams ausgezeichnet. Zur Saison 2000/01 wurde er Teil des USA Hockey National Team Development Program, welches in der United States Hockey League antrat. Dort spielte er unter Trainer Mike Eaves und freundete sich mit dessen Söhnen Ben Eaves und Patrick Eaves an. Nach seinem Abschluss an der Huron Highschool in Ann Arbor, begann Spina ein Studium der Wirtschaftswissenschaft am Boston College und spielte für das dortige Eishockeyteam Boston College Eagles in der Universitätsliga Hockey East. Seine Entscheidung nach Boston zu gehen, ermöglichte es Spina in den nächsten Jahren mit seinen Freunden Ben und Patrick Eaves zusammen zu spielen. Mit seiner Mannschaft konnte er sich von 2003 bis 2005 dreimal für das Meisterschaftsturnier der National Collegiate Athletic Association qualifizieren. 2004 erreichte man die Frozen Four genannte Finalserie, in der man im Halbfinale unterlag. In seiner letzten Saison am College gewann Spina mit den Eagles die Meisterschaft der Hockey East.
Zum Ende der Saison 2004/05 gab er sein Profidebüt für die Utah Grizzlies in der American Hockey League. Von 2005 bis 2007 spielte Spina für die Springfield Falcons in der AHL und kam zudem zu Einsätzen in der ECHL für die South Carolina Stingrays und die Johnstown Chiefs. Im September 2007 unterschrieb er einen Jahresvertrag bei den Phoenix Coyotes aus der National Hockey League. Diese schickten ihn anschließend ins Farmteam San Antonio Rampage in die AHL. Dort erzielte er 50 Scorerpunkte in 76 Spielen und gehörte zu den besten Spielern seines Teams, sodass sein Vertrag von den Coyotes verlängert wurde. Im Trainingscamp des NHL-Teams konnte sich Spina nicht durchsetzen und wurde für die Saison 2008/09 erneut in die AHL geschickt. Dies passierte ebenso in der Saison 2009/10. Im August 2010 unterschrieb er einen Vertrag beim NHL-Team St. Louis Blues und spielte für die Peoria Rivermen in der AHL. Zur Spielzeit 2011/12 wechselte Spina nach Europa in die Deutsche Eishockey Liga zu den Iserlohn Roosters. Mit den Roosters konnte er sich für die Pre-Playoffs qualifizieren, in denen man aber ausschied. Anschließend unterschrieb er beim schwedischen Club MODO Hockey aus der Svenska Hockeyligan. Nach guten Leistungen wurde sein Vertrag bis 2014 verlängert, er verließ den Verein jedoch im Februar 2014 und wechselte zu Saimaan Pallo in die finnische Liiga. Von 2015 bis 2017 spielte er in derselben Liga für TPS Turku, bevor er seine Karriere beendete.

### International
Im Jahr 2000 nahm Dave Spina mit der U18-Nationalmannschaft der Vereinigten Staaten an einem Vier-Nationen-Turnier in der Slowakei teil. Außerdem spielte er bei der U18-Junioren-Weltmeisterschaft 2001 für das Team USA. Dort unterlag die Mannschaft der tschechischen Auswahl im Viertelfinale. Spina erzielte sieben Scorerpunkte und belegte damit den sechsten Platz der Turnierwertung. Anschließend wurde er als einer der drei besten Spieler seines Teams ausgezeichnet.

## Erfolge und Auszeichnungen
- 2002 Hockey East All-Rookie Team
- 2003 Hockey East All-Academic Team
- 2005 Lamoriello-Trophy-Gewinn mit dem Boston College
- 2005 Hockey East All-Academic Team

## Karrierestatistik
(Legende zur Spielerstatistik: Sp oder GP = absolvierte Spiele; T oder G = erzielte Tore; V oder A = erzielte Assists; Pkt oder Pts = erzielte Scorerpunkte; SM oder PIM = erhaltene Strafminuten; +/− = Plus/Minus-Bilanz; PP = erzielte Überzahltore; SH = erzielte Unterzahltore; GW = erzielte Siegtore; 1 Play-downs/Relegation; Kursiv: Statistik nicht vollständig)

### International
Vertrat die USA bei:
- U18-Junioren-Weltmeisterschaft 2001

(Legende zur Spielerstatistik: Sp oder GP = absolvierte Spiele; T oder G = erzielte Tore; V oder A = erzielte Assists; Pkt oder Pts = erzielte Scorerpunkte; SM oder PIM = erhaltene Strafminuten; +/− = Plus/Minus-Bilanz; PP = erzielte Überzahltore; SH = erzielte Unterzahltore; GW = erzielte Siegtore; 1 Play-downs/Relegation; Kursiv: Statistik nicht vollständig)